# Migueli
Miguel Bernardo Bianquetti (Ceuta, 19 de diciembre de 1951), conocido como Migueli y apodado "Tarzán", es un exfutbolista español que jugó en el F. C. Barcelona y el Cádiz C. F. Disputó dieciséis temporadas consecutivas en el primer equipo del Barcelona entre 1973 y 1989, casi siempre como defensa central titular. Con 549 partidos, es el 7.º jugador que más partidos oficiales en la historia de dicho club ha disputado, después de Lionel Messi, Xavi Hernández, Andrés Iniesta, Sergio Busquets, Gerard Piqué y Carles Puyol. Defensa central dotado de un imponente físico, destacó por su fuerza, potencia, pundonor y entrega en todos los partidos, y por la personalidad y carácter, que lo convertían en todo un líder respetado por compañeros y rivales en toda Europa.

## Trayectoria
Empezó a jugar al fútbol en el CD O’Donnell de Ceuta, de donde pasó al Cádiz CF en 1970. Su excelente rendimiento durante tres temporadas le valió su traspaso al FC Barcelona a cambio de doce millones de pesetas en 1973.
Con los azulgranas disputó dieciséis temporadas entre 1973 y 1989, jugando 668 partidos y  marcando 30 goles. Ganó 11 títulos a lo largo de su carrera todos con el FC Barcelona donde se destacan 2 Recopas de Europa a nivel continental y 2 Ligas, 4 Copas, 2 Copas de la Liga y 1 Supercopa de España a nivel nacional.

## Selección
Fue treinta y dos veces internacional con la selección de fútbol de España, entre 1974 y 1980. Participó en la Copa Mundial de Fútbol de Argentina en 1978, y en la Eurocopa de Italia de 1980.

## Palmarés
| Equipo(s)         | Equipo(s)           | Nacionales | Nacionales | Nacionales | Nacionales      | Subtotal | Continentales | Continentales | Continentales | Mundiales | Mundiales | Subtotal | Total |
| ----------------- | ------------------- | ---------- | ---------- | ---------- | --------------- | -------- | ------------- | ------------- | ------------- | --------- | --------- | -------- | ----- |
| Equipo(s)         | Equipo(s)           | Liga       | Copa       | Supercopa  | Copa de la Liga | Subtotal | C1            | C2            | C4            | M1        | M2        | Subtotal | Total |
| Bandera de España | F. C. Barcelona     | 2          | 4          | 1          | 2               | 9        | –             | –             |               | –         | –         | 2        | 11    |
| Bandera de España | Selección de España | –          | –          | –          | –               | –        | –             | –             | –             | –         | –         | –        | –     |
| Total             | Total               | 2          | 4          | 1          | 2               | 9        | –             | –             | 2             | –         | –         | 2        | 11    |